# I'd Love to Change the World
Singles de Ten Years After
Love Like a Man
(1970) Baby Won't You Let Me Rock 'n' Roll You
(1972)
I'd Love to Change the World est une chanson de Ten Years After, sortie en 1971.

## Histoire
La chanson est écrite et composé par Alvin Lee, le guitariste du groupe.

## Classements
| Classement (1971)              | Meilleure position |
| ------------------------------ | ------------------ |
| Canada (Top Singles)           | 10                 |
| États-Unis (Billboard Hot 100) | 40                 |
| États-Unis (Cash Box)          | 28                 |
| États-Unis (Record World)      | 37                 |